# (17260) Kušnirák
Pour les articles homonymes, voir Kušnirák.
(17260) Kušnirák est un astéroïde de la ceinture principale.

## Description
(17260) Kušnirák est un astéroïde de la ceinture principale. Il fut découvert le 6 mai 2000 à Socorro par le projet LINEAR. Il présente une orbite caractérisée par un demi-grand axe de 2,20 UA, une excentricité de 0,18 et une inclinaison de 5,3° par rapport à l'écliptique. Il possède une lune astéroïdale,  S/2006 (17260) 1.
Il est nommé d'après l'astronome Peter Kušnirák.

## Compléments